# Гончар Оксентій Денисович

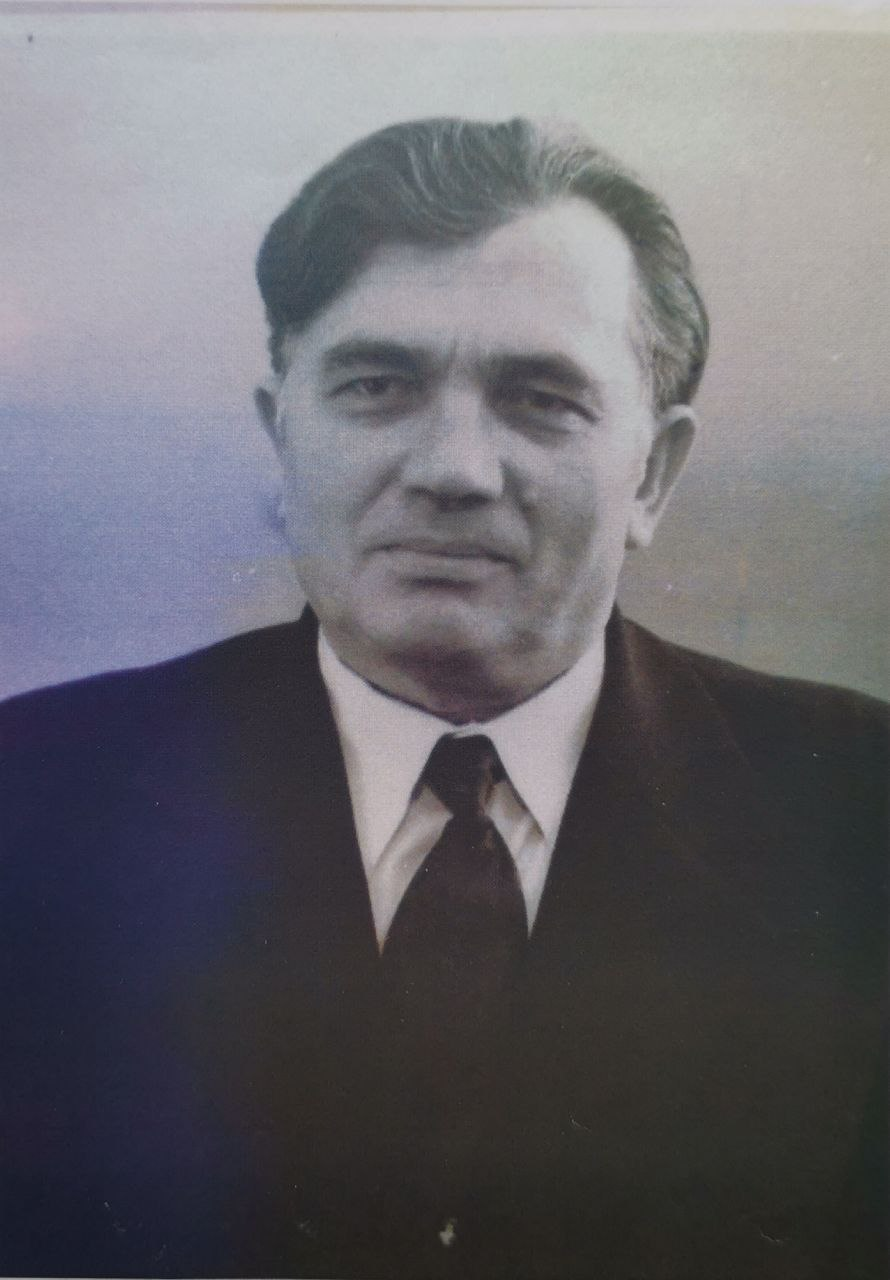
Гончар Авксентій Денисович

Гончар Оксентій (Аксентій) Денисович — методист-біолог; педагог і науковець; кандидат педагогічних наук, професор кафедри теорії та методики навчання природничо-географічних дисциплін та охорони природи Національного педагогічного університету імені М. Драгоманова. Автор понад 200 наукових публікацій, в тому числі підручників і посібників.

## Життєпис
У 1957—1965 рр. працював деканом на кафедрі зоології природничого факультету Кременецького державного педагогічного інституту.
У 1961—1965 рр. обіймав посаду декана природничого факультету.
До 1972 року обіймав посаду проректора у Херсонському педагогічному інституті ім. Н. К. Крупської.

У 1972—1975 роках — ректор Уманського державного педагогічного університету імені Павла Тичини
У 1975—1979 рр. — директор Центрального інституту удосконалення вчителів.
З 1979 року — в університеті імені М. П. Драгоманова. очолив кафедру ботаніки. А пізніше там же створив і очолив кафедру методики викладання природничо-географічних дисциплін та охорони природи.
1990 року - отримав звання професора. 

### Підручники, посібники
- Розвиток інтересу учнів до вивчення біології в позакласній роботі: навчальний посібник / О. Д. Гончар. — К.: КДПІ, 1987. — 84 с.
- Форми і методичні прийоми навчання біології: 7 кл.: посіб. для вчителя / О. Д. Гончар. — К.: Генеза, 2001. — 112 с. ISBN 966-504-019-7
- Форми і методичні прийоми навчання біології. 6 клас: посібник для вчителя / О. Д. Гончар, І. В. Мороз. — К. : Генеза, 2003. — 144 с. - ISBN 966-504-250-5
- Загальна методика навчання біології: навчальний посібник / І. В. Мороз, А. В. Степанюк, О. Д. Гончар. — Київ: Либідь, 2006. — 592. с. — ISBN 966-06-0421-1